# 네드 슈미드크
네드 슈미드크(Ned Schmidtke, 1942년 6월 19일 ~ )는 미국의 배우, 텔레비전 배우이다.

## 방송
- 고스트 앤 크라임 5
- 고스트 앤 크라임 4
- 포인트 플레전트
- 웨스트 윙 시즌 1

## 영화
- 체인지 업 (2011년)
- 더 익스프레스 (2008년)
- 억셉티드 (2006년)
- 포인트 플레전트 (2005년)
- 웨딩 크래셔 (2005년)
- 트리플 엑스 2 - 넥스트 레벨 (2005년)
- 고스트 앤 크라임 (2005년)
- 허프 (2004년)
- 엉클 니노 (2003년) - 행정관 역
- 웨스트 윙 시즌1 (1999년)
- 내 남자친구의 결혼식 (1997년)
- 체인 리액션 (1996년) - 위스콘신 수석 슈미트케 역
- 추적자 (1994년)
- 쉐이킹 더 트리 (1992년)
- 베이브 (1992년)
- 뮤직 박스 (1989년)
- 처단자 (1987년)
- 맨하탄 프로젝트 (1986년)
- 더 영 앤 더 레스트리스 (1973년)
- 분노의 대결투 (1973년)